# بوخدو
بوخدو (به اسپانیایی: Bugedo) یک شهرستان در اسپانیا است.